# Daniella Cicarelli
Daniella Cicarelli (Lavras, 1978. november 6. –) brazil modell és színész. 2005-ben három hónapig a labdarúgó Ronaldo barátnője volt. Olasz származású, keresztény vallású.
2006-ban egy lesifotós levideózta, ahogy Cicarelli a barátjával szeretkezik a spanyolországi Tarifa tengerpartján. Az ügyből nagy botrány lett.